# Рыжова, Галина Лазаревна
Галина Лазаревна Рыжова (род. 1928) — советский и российский химик-органик, учёный и педагог в области органической химии, доктор химических наук (1971), профессор (1971). Заслуженный профессор ТГУ (2004). Заслуженный работник высшей школы Российской Федерации (1999).

## Биография
Родилась 7 сентября 1928 года в селе Еловка Сибирского края.
С 1946 по 1951 год обучалась на химическом факультете Томского государственного университета, который закончила с отличием. 
С 1951 по 1954 год работала в Всесоюзном нефтяном научно-исследовательском геологоразведочном институте в должности  младшего научного сотрудника, в институте занималась исследованиями в области геохимии. С 1954 года работала в Томском  государственном университете в должностях: ассистент, с 1959 по 1962 год — аспирант, с 1962 года — доцент, с 1965 по  1966 и с 1968 по 2006 год — профессор и заведующая кафедрой органической химии, с 2006 года была профессором этой кафедры. С  1966 года — старший научный сотрудник.  С 1964 по 1966 и с 1968 по 1974 год — декан химического факультета ТГУ.
В 1961 году Г. Л. Рыжова была утверждена в учёной степени кандидат химических наук по теме: «Изучение реакций комплексообразования аминофенолов и аминоспиртов с нитрофенолами», в 1971 году — доктор химических наук по теме: «Изучение свойств и строения донорно-акцепторных комплексов нитросоединений ароматического ряда». В 1964 году приказом ВАК ей было присвоено учёное звание  доцент, в 1971 году — профессор по кафедре органической химии. В 2004 году ей было присвоено почётное звание — Заслуженный профессор ТГУ.

## Научно-педагогическая деятельность
Основная научно-педагогическая деятельность Г. Л. Рыжовой связана с вопросами в области химии лекарственных веществ и химии органических комплексных соединений. В ТГУ читала курсы лекций по темам: «Химия высокомолекулярных соединений» «Физико-химические методы исследования для выяснения строения и анализа сложных органических соединений», «Химия молекулярных соединений в органической химии», «Основы переработки природного сырья и методы анализа биологически активных соединений», «Органическая химия». 
Г. Л. Рыжова является основателем нового научного направления в области изучения и выделения гетероатомных соединений нефти, которое позволило  синтезировать большое число новых серо-органических соединений. Г. Л. Рыжова  была одной из тех кто стоял у истоков создания кафедры химии высокомолекулярных соединений на химическом факультете ТГУ и Института химии нефти СО АН СССР. Была членом  Совета по органической химии при Министерстве высшего и среднего специального образования РСФСР. Она является автором более 200 научных трудов, в том числе нескольких  монографий, двадцати авторских свидетельств и четыре патента на изобретения. Под её руководством было подготовлено около 30 кандидатских и докторских диссертаций.
В 1999 году Указом Президента России «За заслуги в научно-педагогической работе и подготовку высококвалифицированных специалистов» Г. Л. Рыжова была удостоена почётного звания Заслуженный работник высшей школы Российской Федерации.

## Награды
- Медаль «За трудовую доблесть» (1981)
- Заслуженный работник высшей школы Российской Федерации (1999)[4]